# Dinastia Lê
La Dinastia Lê posterior (vietnamita: Nhà Hậu Lê; Hán Việt: 後黎朝), sovint referida senzillament com a Dinastia Lê (l'anterior Dinastia Lê havia governat només durant un breu període) va ser una nissaga reial del Vietnam, governant el país del 1428 al 1788 amb una breu interrupció. És la dinastia Vietnamita amb el regnat més llarg.

## Antecedents
La dinastia Ming el 1407 havia destruït la dinastia Hồ i incorporar Dai Ngu a l'Imperi sota l'emperador Yongle com a província de Jiaozhi.

## Dinastia Lê
La dinastia va arribar al poder el 1428 amb la coronació de Lê Lợi després que va foragitar l'exèrcit de la dinastia Ming del Vietnam en la revolta de Lam Sơn. El 1471 Txampa va sofrir una greu derrota davant l'emperador vietnamita Lê Thánh Tông i el regne va quedar reduït al petit enclavament de Nha Trang, convertint-se en estat vassall de Đại Việt. Txampa i la seva població foren llavors absorbits al Vietnam. La conquesta vietnamita de Txampa va contribuïr directament a la conversió a l'islam per part de la majoria de la població txam. Lê Thánh Tông es va revenjar envaint Lan Xang, que va provocar el caos a Lan Xang seguit de molts intents de la família reial per apoderar-se del tron. Els primers èxits de la guerra van permetre a Đại Việt capturar la capital Luang Prabang i destruir la ciutat de Xiang Khouang a Muang Phuan, però la guerra va acabar com una victòria estratègica per a Lan Xang, ja que van poder forçar els vietnamites a retirar-se amb l'ajuda del Regne de Lanna i la dinastia Ming, entrant en un període de pau.
El 1527 la Dinastia Mạc va usurpar el tron, i quan la Dinastia Lê va ser restaurada el 1533 van haver de competir pel poder amb la Dinastia Mạc durant el període conegut com a Dinasties del Sud i del Nord. Amb el temps la Dinastia Mạc va ser fitada a només una petita àrea el 1592 i finalment erradicada el 1677, però els Emperadors Lê restaurats no prenien les decisions sinó que el poder real estava en mans dels Senyors Nguyễn al Sud i els Senyors Trịnh al Nord, ambdós governant en nom de l'emperador Lê mentre lluitaven entre ells. El seu govern va acabar oficialment el 1788, quan l'aixec camperol dels germans Tây Sơn va derrotar els Trịnh i els Nguyễn, irònicament amb la finalitat de restaurar el poder de la Dinastia Lê.
El govern de la Dinastia Lê va veure créixer els territoris del Vietnam d'un petit estat al nord del Vietnam en l'època de la coronació de Lê Lợi en gairebé la seva mida actual en el moment en què els germans Tây Sơn es van fer càrrec. També es van produir canvis massius en la societat vietnamita: l'anterior estat budista es va transformar en confucià després de 20 anys de govern Ming. Els emperadors Lê instituïren molts canvis seguint el model del sistema xinès, incloses l'administració pública i les lleis.

## Emperadors Lê
- 1428-1433 : Lê Lợi (Lê Thái Tổ)
- 1433-1442 : Lê Thái Tông, fill de l'anterior.
- 1442-1459 : Lê Nhân Tông, fill de l'anterior.
- 1459-1460 : Lê Nghi Dân, germà de l'anterior.
- 1460-1497 : Lê Thánh Tông, germà de l'anterior.
- 1497-1504 : Lê Hiên Tông, fill de l'anterior.
- 1504-1504 : Lê Tuc Tông, fill de l'anterior.
- 1504-1509 : Lê Uy Muc, fill de Lê Hiên Tong.
- 1509-1516 : Lê Tuong Duc, fill de Lê Thanh Tông.
- 1516-1516 : Trần Cao (usurpador)
- 1516-1521 : Trần Thang (usurpador)
- 1521-1527 : Lê Chiêu Tông fill de Lê Hiên Tông.
- 1522-1527 : Lê Hoang dê Thung, germà de l'anterior.
- 1527-1533 : Usurpació de la dinastia Mac.
- 1533-1548 : Lê Trang Tông, fill de Lê Chiêu Tông.
- 1548-1556 : Lê Trung Tông
- 1556-1572 : Lê Anh Tông, fill de l'anterior.
- 1573-1599 : Lê Thê Tông
- 1599-1619 : Lê Kinh Tông, fill de l'anterior.
- 1619-1643 : Lê Thân Tông, fill de l'anterior.
- 1643-1649 : Lê Chân Tông, fill de l'anterior.
- 1649-1662 : Lê Thân Tong, restablert.
- 1662-1671 : Lê Huyên Tông, fill de l'anterior.
- 1671-1575 : Lê Gia Tông, fill de Lê Chân Tông.
- 1675-1705 : Lê Hi Tông, fill de Lê Chân Tông.
- 1705-1729 : Lê Du Tông
- 1729-1732 : Lê Duy Phuong, fill de l'anterior.
- 1732-1735 : Lê Thuân Tông, fill de Lê Du Tông.
- 1735-1740 : Lê Y Thông, fill de Lê Du Tông.
- 1740-1786 : Lê Hiên Tông, fill de Lê Thuân Tông.
- 1786-1787 : Lê Chiêu Thống, fill de Lê Hiên Tông.
- 1787-1788 : Vacant
- 1789-1796 : Lê Duy Chi, germà de l'anterior, pretendent.